# Neustadt-Nord (Köln)
Der Stadtteil Neustadt-Nord liegt in der Mitte der Stadt Köln nordwestlich der Altstadt. Politisch gehört er dem Stadtbezirk Innenstadt an. Das einstige Gründerzeitviertel wurde im Zweiten Weltkrieg stark zerstört und ist heute geprägt durch einen Mix an Baustilen.

## Geografie
Die Trennung zwischen den Stadtteilen Neustadt-Nord und Neustadt-Süd ist rein pragmatischer Natur. Ihre innere Grenze wird von der Aachener Straße gebildet. Zu den beiden weiteren linksrheinischen Stadtteilen des Stadtbezirks Innenstadt, Altstadt-Nord und -Süd werden sie durch die Kölner Ringe begrenzt. Zu den äußeren Stadtteilen Ehrenfeld, Neuehrenfeld, Nippes und Riehl wird die Neustadt durch die Innere Kanalstraße, eine vier- bis sechsspurige Ringstraße, abgegrenzt. Zur Neustadt-Nord gehören die Veedel Agnesviertel, Mediapark, Grüngürtel, Belgisches Viertel und Stadtgartenviertel.

## Geschichte
Einziger Bahnhof der DB im Gebiet Neustadt-Nord ist der Bahnhof Köln-West.
Zur Geschichte des Stadtteils siehe den Artikel über die Neustadt-Süd.

## Bevölkerungsstatistik
Struktur der Bevölkerung von Köln-Neustadt-Nord (2021):
- Durchschnittsalter der Bevölkerung: 41,8 Jahre (Kölner Durchschnitt: 42,3 Jahre)
- Ausländeranteil: 14,5 % (Kölner Durchschnitt: 19,3 %)
- Arbeitslosenquote: 4,8 % (Kölner Durchschnitt: 8,6 %)

## Sehenswertes

Köln-Turm im Mediapark

Im Stadtteil befindet sich der MediaPark – ein auf dem Gelände des ehemaligen Güterbahnhofs Gereon gebautes Ensemble, in dem sich ca. 250 Firmen etablierten und dort etwa 5.000 Arbeitsplätzen ansiedelten. Darüber hinaus beherbergt das Gelände ein Multiplex-Kino, ein Hotel und zwei langgestreckte Wohnhäuser. Zum Komplex gehört der Kölnturm, mit 43 Etagen und 148 m Höhe das höchste Hochhaus der Stadt. Das Gebäude wurde vom Architekten Jean Nouvel entworfen.

Das höchste Gebäude der Stadt, der 266 m hohe Fernsehturm Colonius, befindet sich ebenfalls in der Neustadt Nord, ebenso das Hansahochhaus, zum Zeitpunkt seiner Erbauung 1925 das höchste Hochhaus Europas.
Im Norden des Stadtteils befindet sich am Ebertplatz der Anfang der Neusser Straße, die ehemals Teil der nördlichen Ausfallstraße der römischen Stadt war. An dieser wurde Kölns zweitgrößte Kirche, St. Agnes erbaut. Ganz in der Nähe steht am Reichenspergerplatz das Gebäude des Oberlandesgerichts, ein von 1907 bis 1911 errichteter neubarocker Bau. Ihm gegenüber liegt das von 1908 bis 1911 im Stil der Neurenaissance errichtete Gebäude der Oberfinanzdirektion mit dem daran anschließenden modernen Verwaltungsbau. Im Stadtbezirk liegen zwei größere Parkanlagen: der im Jahre 1828 angelegte Stadtgarten, sowie das zur Gartenanlage umgestaltete Fort X, ein Teil des ehemaligen inneren Festungsringes. Ein Teil dieser Gartenanlage trägt den Namen Hilde-Domin-Park. Die Verbindung zum Rhein stellt 1997 vom Sammlerehepaar Michael und Eleonore Stoffel gegründete ca. 25.000 m² große Skulpturenpark Köln her.
Die am östlichen Ende des Theodor-Heuß-Rings befindliche Bastei, in Teilen im expressionistischen Baustil 1924 von Wilhelm Riphahn entworfen, wurde auf einem zerstörten preußischen Befestigungsturm errichtet und fällt durch ihre weit überkragende Stahlkonstruktion auf, die über das darunter liegende Rheinufer ragt. In den 300 m² großen Räumlichkeiten war lange Zeit ein exklusives Restaurant mit herrlichem Ausblick untergebracht, die Fläche wird heute für besondere Anlässe vermietet.
Zwei moderne Kirchenbauten der Nachkriegszeit sind Neu St. Alban im Stadtgarten, aus Trümmerziegeln 1958 nach Plänen von Hans Schilling errichtet, und die von Gottfried Böhm 1965 entworfene Pfarrkirche St. Gertrud an der Krefelder Straße.
Seit 2010 besteht das Kölner Weinmuseum.
Die Veranstaltungshalle EXPO XXI am Gladbacher Wall diente dem Schauspiel Köln von Juni 2012 bis 2013 als Interimsquartier während der Umbauarbeiten des Haupthauses.